# Parisian Portraits
Parisian Portraits è un CD di Enrico Pieranunzi, pubblicato dalla IDA Records nel 1990 (e ripubblicato nel 2007). Il disco fu registrato il 2 aprile 1990 allo Studio Gimmick di Yerres, Francia.

## Tracce
Brani composti da Enrico Pieranunzi, tranne dove indicato
1. Lighea – 5:10
2. Never Before Never Again – 4:06
3. Filigrane – 5:15
4. What Is This Thing Called Love – 5:46 (Cole Porter)
5. Milady (For Ada) – 4:03
6. My Funny Valentine – 4:37 (Richard Rodgers, Lorenz Hart)
7. Persona – 4:01
8. Improvisation 1949 – 3:43
9. Canto della sera – 5:14
10. If You Could See Me Now – 4:13 (Tadd Dameron)
11. Fascinating Rhythm – 5:14 (George Gershwin)
12. Per fortuna – 3:54

## Musicisti
- Enrico Pieranunzi - pianoforte